# Im Yong-su
Im Yong-su, né le 9 février 1980, est un ancien haltérophile Nord-coréen. Il est médaillé d'or au championnats du monde en 2002.

## Palmarès

### Jeux asiatiques
- Jeux asiatiques de 2002 à Pusan ( Corée du Sud) :
  -  médaille d'argent
- Jeux asiatiques de 2006 à Doha ( Qatar) :
  -  médaille de bronze

### Championnats du monde
- Championnats du monde d'haltérophilie 2002 au Varsovie ( Pologne) :
  -  médaille d'or
- Championnats du monde d'haltérophilie 2007 à Chiang Mai ( Thaïlande) :
  -  médaille d'argent